# Toques
Toques és un municipi de la província de la Corunya a Galícia. Pertany a la Comarca da Terra de Melide.
| 2.940 | 3.131 | 3.264 | 2.454 | 1.530 |
| Fonts: INE i IGE (Els criteris de registre censal variaren i les dades de l'INE i de l'IGE poden no coincidir.) |       |       |       |       |

## Parròquies
A Capela (Santa María) | Mangoeiro (San Tomé) | Ordes (Santa María) | Paradela (San Paio) | San Martiño de Oleiros (San Martiño) | San Xiao do Monte (San Xiao) | Santa Eufemia do Monte (Santa Eufemia) | Santa Mariña de Brañas (Santa Mariña) | Vilamor (Santo Estevo) | Vilouriz (Santiago)